# 1.º de Agosto (equipo de acrobacia aérea)
El equipo acrobático 1º de Agosto, (en en chino, 八一飞行) también conocido como el 81º Escuadrón de Acrobacia Aérea, es el grupo de vuelo acrobático de la Fuerza Aérea del Ejército Popular de Liberación. La unidad se fundó el 12 de febrero de 1962.

## Historia
El equipo acrobático de la Fuerza Aérea del Ejército Popular de Liberación se creó el 12 de febrero de 1962 bajo el nombre de 81.er Escuadrón de Acrobacia Aérea. En sus primeros años, el equipo contó con 9 aviones Shenyang JJ-5 (versión china del MiG-17UTI). Posteriormente, el JJ-5 fue sustituido por el Chengdu J-7EB (versión china del MiG-21F).
En el año 1997, el equipo se pasó a llamar 1.º de Agosto, fecha en la que se conmemora la fundación de la Fuerza Aérea del Ejército Popular de Liberación. Desde aquella, la formación pasó a volar con 6 aviones, disponiendo de 5 en reserva.

## Aeronaves

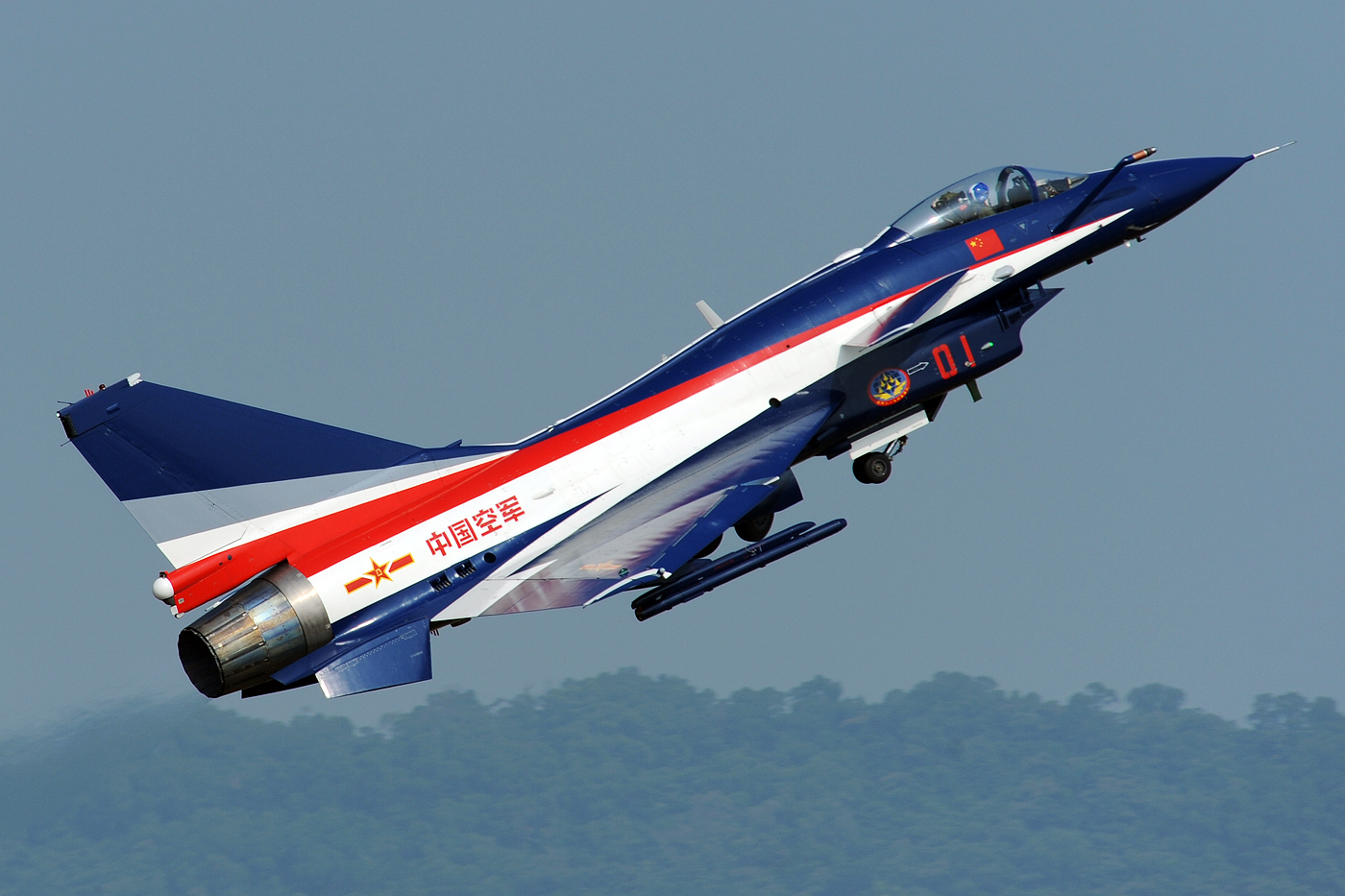
Chengdu J-10 despegando.

| Avión         | Número | Periodo           |
| ------------- | ------ | ----------------- |
| Shenyang JJ-5 | 9      | 1962 - ???        |
| Chengdu J-7EB |        | ??? - 2001        |
| Chengdu J-7GB | 6/5    | 2001 - 2010       |
| Chengdu J-10  | 6/5    | 2010 - actualidad |